# Fedele Cova
Fedele Cova (Borgomanero, 22 ottobre 1904 – Roma, 16 luglio 1987) è stato un ingegnere italiano, ricordato in particolare per la progettazione e la costruzione dell’Autostrada del Sole, tra il 1956 e il 1964.
È stato amministratore delegato di Autostrade per l'Italia.

## Biografia[2]
Fedele Cova nasce a Borgomanero il 22 ottobre 1904, da Alessandro, un medico, e da Marianna Ghiringhelli. Fedele è secondo di cinque fratelli e la famiglia abita in via Brunelli Maioni 26.
Terminato il liceo, Cova si iscrive alla facoltà di Chimica Industriale dell’Università di Torino, per poi trasferirsi a Bologna tra il 1923 e il 1924, dove si laurea in Ingegneria, il 27 novembre 1926, con una tesi su un impianto per la realizzazione di 10.000 piastrelle di maiolica al giorno intitolata Le piastrelle da rivestimento in maiolica. Relazione sul progetto di un impianto per la produzione di 10.000 pezzi giornalieri.
In seguito, si trasferisce per un breve periodo negli Stati Uniti d'America, dove si specializza nella progettazione delle vie di comunicazione.
Tornato in Italia, dal dopoguerra ai primi Anni '70 del XX secolo sarà uno dei maggiori dirigenti dell'IRI.
Per conto dell'Istituto fece costituire la Cementir. In seguito, verrà a capo della Società Autostrade, anch'essa all’epoca controllata dall’IRI, come amministratore delegato e presidente, dal 1956 al 1º aprile 1970. E qui nacque l’idea di costruire una striscia di 755 chilometri di asfalto per rompere l’isolamento di mezza Italia. Quattro mesi dopo, il 19 maggio 1956, avviene la posa della prima pietra. In seguito l’ingegner Cova torna negli Stati Uniti a studiare le "highway" americane ma anche a cercare finanziatori. Non utilizzando aerei e preferendo il transatlantico Cristoforo Colombo, nel viaggio di ritorno traccia con i suoi collaboratori la bozza del progetto definitivo: esso resterà segreto per evitare speculazioni sul territorio.
Il 4 ottobre 1964 assiste all’inaugurazione della sua opera alla presenza dell’allora Presidente del Consiglio Aldo Moro e di Giuseppe Petrilli presidente dell’IRI (Istituto per la ricostruzione industriale), che controllava la Società Autostrade.
Cova muore nel 1987 all’età di 82 anni.

## Scritti
- F. Cova, Autostrade ed altri episodi di vita vissuta, Milano, Domus, 1983.

## Riconoscimenti[2]
- A Cova è dedicato il viadotto dell’A26, l’autostrada Voltri-Sempione, che collega il casello di Borgomanero alle colline di Fontaneto
- Il nome di Fedele Cova è stato al centro di una mostra al Moma di New York, dedicata alla «più bella autostrada del mondo»